# Kukačka kokosová
Kukačka kokosová (Coccyzus ferrugineus) je druh ptáka z čeledi kukačkovitých. Je endemitem Kokosového ostrova v Tichém oceánu, který je součástí Kostariky.

## Popis
Délka těla dospělé kukačky je zhruba 32 cm a váží zhruba 70 g. Vyskytují se v husté vegetací a spíše poskakují a běhají než létají. Živí se různým hmyzem, nicméně bylo pozorováno, že dokáží zkonzumovat i výrazně větší kořist, jako jsou oba ostrovní druhy ještěrů (Anolis townsendi a Sphaerodactylus pacificus). Projevují se výrazným hlasitým zpěvem. Je nejvzácnější ze tří endemických ptačích druhů ostrova, v roce 2022 byla jeho populace odhadována na 1000 kusů. O hnízdním chování kukačky kokosové je známo jen málo. Mláďata po vylíhnutí rychle rostou a hnízdo obvykle opouštějí asi po deseti dnech, kdy jsou již schopna sama vylézt na ochranu do větví stromů.